# Grima Vermilinguo
(J. R. R. Tolkien, Il Signore degli Anelli.)
Grima Vermilinguo (Grima Rettilingua nella nuova traduzione de Il Signore degli Anelli; in originale Grima Wormtongue) è un personaggio di Arda, l'universo immaginario fantasy creato dallo scrittore inglese J. R. R. Tolkien. È uno dei personaggi del famoso romanzo Il Signore degli Anelli. Vermilinguo è un soprannome assegnatogli da Gandalf. È consigliere di Re Théoden di Rohan ma in realtà rispetta gli ordini impartitigli da Saruman.

## Etimologia
Il nome Grima deriva dall'antico inglese o islandese e può significare "maschera", "casco" o "fantasma". Il nome potrebbe avere anche qualche collegamento con la parola inglese "grim", che, tra le tante traduzione, può significare "brutto" nell'antico inglese.
Il cognome "Vermilinguo" è invece la traduzione dell'inglese "Wormtongue", formato dalla parole "worm" (verme) e "tongue" (lingua).

## Biografia del personaggio
Grima è il figlio di Gàlmòd e diventa consigliere del re nel momento in cui quest'ultimo inizia ad invecchiare. Grima fa credere di essere interessato alla salute del re, ma invece dimostra tutt'altre intenzioni. Vermilinguo, infatti, è servitore fedele di Saruman e tenta di avvelenare la mente di re Théoden in modo tale da renderlo innocuo e poter controllare Rohan. Vermilinguo vuole mantenere l'esercito di Rohan lontano dai confini di Isengard in modo che le schiere di Saruman possano liberamente compiere le loro scorrerie, come appunto quella in cui muore Boromir e vengono presi prigionieri Merry e Pipino. I suoi intenti sono compresi da Éomer, nipote del re, che si scontra con Grima soprattutto dopo aver compreso che il premio per Vermilinguo, se avesse portato a termine il suo compito, sarebbe stata Éowyn, sorella di Éomer.
Dopo che i suoi intenti vengono smascherati da Gandalf, Grima si rifugia nella torre di Saruman, con il quale condivide la sorte fino alla fine dell'opera. Arrivato nella Contea con lo stregone è ormai totalmente asservito ai voleri di costui ed è lui che uccide Lotho Sackville-Baggins. Quando nella Contea arrivano Frodo e i suoi amici e scoppia la rivolta, a Grima viene offerta la possibilità di lasciare Saruman, ma questi dice che Vermilinguo è un compagno adatto solo a lui, e dopo averlo apostrofato a male parole lo colpisce con un calcio in viso; Grima sembra sopportare anche questa ennesima prevaricazione, ma in un lampo di follia salta sulla schiena del mago e lo sgozza, cadendo poi a sua volta vittima di una freccia scagliata dagli hobbit.

## Psicologia del personaggio
Grima probabilmente in origine non era un uomo cattivo, come suggerisce Gandalf a Théoden ("Era un uomo, e ti rese dei servigi a modo suo"), ed era profondamente legato alla sua patria. È un uomo di semplice origine, e in qualche modo, di mente debole, anche se "è ardito e sfrontato". Appare nella storia come un personaggio pieno di sfumature e perennemente disturbato dal potere di Saruman, suo padrone. Lo stregone bianco, infatti, ha una grandissima influenza su Grima il quale, a causa delle parole di Saruman, gli è molto devoto. Tutto ciò lascia presumere che Grima, sia stato progressivamente corrotto, dall'influenza di Saruman.
Man mano nella storia, tuttavia, si può delineare perfettamente la psicologia di Grima. Egli odia Saruman, ma non possiede la forza di volontà per resistere allo stregone e al suo potere. Proprio per questo, quando gli si offre la possibilità di redimersi e di servire fedelmente Re Théoden e il regno di Rohan, Grima rifiuta e ritorna da Saruman ad Isengard. Il personaggio è riuscito solamente due volte a liberarsi dal potere di Saruman. Nella prima, Grima getta il Palantír, una sfera di cristallo usata per trasmissioni telepatiche, dalla torre di Orthac nel tentativo di colpire Gandalf. La sfera schiva solo lo stregone, il quale sottolinea come la mira fosse difettosa, ma Aragorn puntualizza subito dopo come il difetto della mira fosse dovuto alla personalità di Grima, il quale non riusciva a decidere chi odiare di più tra Gandalf e Saruman. Nella seconda, Grima, dopo essere stato umiliato ancora una volta da Saruman, riesce ad ucciderlo e a liberarsene, ma viene però ucciso poco dopo. Tuttavia, anche quest'ultimo atto fu malvagio e condanna definitivamente il personaggio, poiché, come Frodo aveva detto poco prima, nessuno avrebbe dovuto osare far del male a Saruman, un essere sì decaduto e crudele, ma di una razza grande e superiore.

## Adattamenti
Nella versione a cartoni del 1978, Grima è doppiato nella versione originale da Michael Deacon ed appare in poche scene tratte dal romanzo Le due torri. Tale adattamento non fu concluso, dal momento che la critica lo giudicò in maniera contrastante e la casa di produzione si rifiutò di finanziare il sequel: pertanto la pellicola s'interrompe dopo la battaglia al Fosso di Helm. Il film Il ritorno del re, del 1980, è un suo ideale seguito, ma in questo adattamento Grima non è presente. Nell'edizione italiana del film il soprannome "vermilinguo" non viene tradotto ed il personaggio viene chiamato "Wormtoungue" come in lingua inglese.
Nel secondo adattamento della BBC Radio, Grima è doppiato da Paul Brooke.
Nella trilogia di Peter Jackson tratta dall'opera di Tolkien il personaggio di Grima Vermilinguo è interpretato da Brad Dourif. Peter Jackson incoraggiò Dourif a radersi le sopracciglia in modo che il pubblico notasse subito il disagio presente nel personaggio. Diversamente da quanto narrato nel libro, Grima muore ad Orthanc, ucciso con una freccia da Legolas mentre stava pugnalando Saruman il quale lo aveva pesantemente insultato e colpito al volto. Tale scena è presente soltanto nella versione estesa del film Il ritorno del re, mentre nella versione uscita al cinema viene fatto intendere come Grima sia ancora rinchiuso nella torre di Orthanc. Diversamente dal libro, inoltre, il Palantír non viene gettato da Grima, bensì cade dal corpo morente di Saruman. Questo solo nella versione estesa, mentre in quella uscita al cinema il Palantír viene trovato da Pipino a terra. Inizialmente la scena della morte di Grima sarebbe dovuta comparire nel secondo film, ma Peter Jackson decise di inserirla nel terzo per dare più spazio alla vicenda.
L'eliminazione di Grima e di Saruman ha comportato l'eliminazione dal film delle vicende narrate nei capitoli 7 e 8 de Il ritorno del re, eliminando così dalla trama la conquista della Contea da parte dello Stregone Bianco e, contemporaneamente, anche i riferimenti di cannibalismo riguardo Grima.